# أزامات بيكوف
أزامات بيكوف (بالروسية: Азамат Русланович Бекоев؛ مواليد 30 ديسمبر 1995) هو مُقاتل فنون قتالية مختلطة روسي.

## وصلات خارجية
لا توجد روابط لمواقع التواصل الاجتماعي.

- أزامات بيكوف على موقع شيردوغ (الإنجليزية)